# Limnephilus acula
Limnephilus acula là một loài Trichoptera trong họ Limnephilidae. Chúng phân bố ở miền Tân bắc.